# Potensfunktion

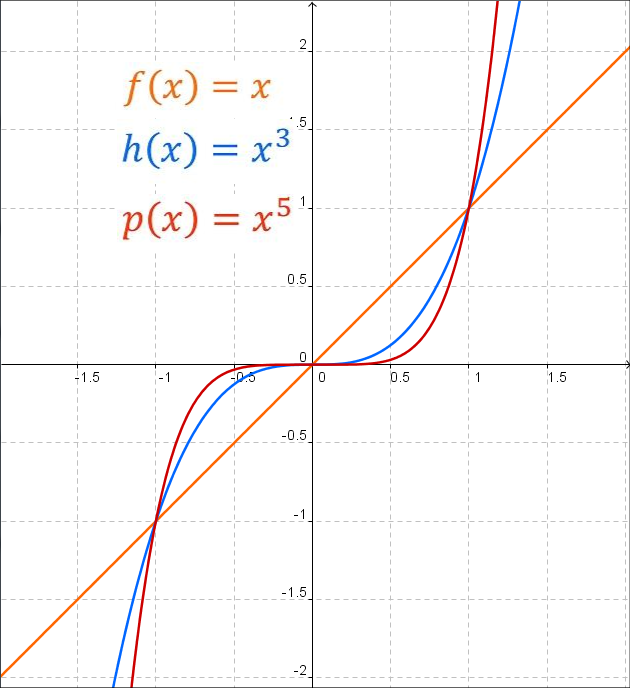
Potensfunktioner med a = 1, 3 och 5

En potensfunktion är en funktion av typen {\displaystyle f(x)=x^{a}}, där a är en konstant . Några exempel på potensfunktioner:
- {\displaystyle f(x)=x^{2}}
- {\displaystyle f(x)=x^{3,5}}
- {\displaystyle f(x)=x=x^{1}}
- {\displaystyle f(x)={\frac {1}{x}}=x^{-1}}
- {\displaystyle f(x)={\sqrt {x}}=x^{0,5}}

Det förekommer att även funktioner av typen {\displaystyle f(x)=k\cdot x^{a}} kallas potensfunktioner.
Några egenskaper för potensfunktioner:
- Om exponenten a är ett jämnt tal är funktionens värde noll eller positivt (förutsatt att definitionsmängden är reell). Detta följer av att även negativa x-värden blir positiva när de kvadreras.
- Om exponenten a är positiv är f(0) = 0.
- Om exponenten a är negativ divergerar funktionen vid x = 0, det vill säga att funktionens värde blir obegränsat stort/litet när x närmar sig noll.
- Om exponenten a inte är ett heltal finns inga reella värden för potensfunktionen då x är mindre än noll och man brukar därför vanligtvis använda definitionsmängden x ≥ 0 i dessa lägen.

Potensfunktioner liknar formelmässigt exponentialfunktioner, eftersom båda utförs med en upphöjt till-operation, men har radikalt andra egenskaper. I synnerhet så växer varje potensfunktion asymptotiskt långsammare än varje exponentialfunktion (med bas större än 1).